# Grosnez Castle
Grosnez Castle ist eine kleine Burgruine aus dem 14. Jahrhundert, 4,5 Kilometer entfernt von Saint Ouen, an der Küste im Nordwesten der Kanalinsel Jersey. Der Name stammt aus dem Patois, abgeleitet vom alten nordischen Wort grar ness – für "graue Landzunge" – eine zutreffende Beschreibung des Platzes.
Die einstige Burganlage, deren erhaltene Restsubstanz sich im südlichen Bereich befindet, hatte eine Ausdehnung von etwa 30,0 × 70,0 m in West-Ost-Richtung und 80,0 m in Nord-Süd-Richtung. Die Lage auf einer vorspringenden Klippe 60,0 m über dem Meer bedeutete, dass die Burg auf drei Seiten natürlich geschützt war. Ein in den Felsuntergrund gehauener Graben schützte die vierte Seite. Die mit einer Reihe halbrunder Basteien versehenen Mauern bestanden aus lokalem Granit. Es ist möglich, die Form der Mauern und Gebäude zu erkennen, von denen sich die Fundamente erhalten haben. Die Burg wurde etwa um 1330 von Sir John des Roches errichtet.
Das Torhaus, der am höchsten erhobene noch bestehende Teil der Ruine, wurde durch eine Zugbrücke und ein Fallgitter geschützt. Die Burg hatte jedoch eine Reihe von Schwächen. Es gab keine zweite Auffangebene und keine Ausfalltore für Gegenangriffe. Vor allem aber gab es keine Wasserversorgung innerhalb der Mauern. Die Burg wurde 1373 und 1381 von französischen Truppen erobert und wahrscheinlich zur Zeit der Besetzung Jerseys (1461–1468) zerstört. Im Jahre 1483 erhielt der Seigneur von St. Ouen die Genehmigung, sein Herrenhaus zu befestigen. Es ist unwahrscheinlich, dass er die Erlaubnis bekommen hätte, wenn Grosnez noch erhalten gewesen wäre.
Grosnez Castle ist auf der Rückseite der 50-Pence-Münze von Jersey abgebildet.